# Amathia rudis
Amathia rudis är en mossdjursart som beskrevs av Kubanin 1992. Amathia rudis ingår i släktet Amathia och familjen Vesiculariidae. Inga underarter finns listade i Catalogue of Life.